# Beauford H. Jester
Beauford Halbert Jester, född 12 januari 1893 i Corsicana, Texas, död 11 juli 1949 nära Houston, Texas, var en amerikansk demokratisk politiker. Han var guvernör i delstaten Texas från 21 januari 1947 fram till sin död. Han var son till George Taylor Jester som var viceguvernör i Texas 1895–1899.
Jester avlade 1916 grundexamen vid University of Texas. Juridikstudierna vid Harvard Law School blev avbrutna på grund av krigstjänst som kapten i USA:s armé i första världskriget men efter kriget avlade Jester juristexamen vid University of Texas School of Law. Jester arbetade sedan som advokat i Corsicana.
Jester efterträdde 1947 Coke R. Stevenson som guvernör i Texas. Han satsade på sjukvården, reformerade fängelsesystemet och var motståndare till lynchningar. Efter omval i guvernörsvalet 1948 avled Jester 1949 i hjärtinfarkt. Ingen annan Texasguvernör har avlidit i ämbetet. Jesters grav finns på Oakwood Cemetery i Corsicana.